# Liste der 999 Frauen des Heritage Floor/Virginia Woolf
Diese Liste beschreibt das Gedeck für Virginia Woolf auf dem Tisch der Kunstinstallation The Dinner Party von Judy Chicago. Sie ist Teil der Liste der 999 Frauen des Heritage Floor, die den jeweiligen Gedecken auf dem Tisch zugeordnet sind. Die Namen der 999 Frauen befinden sich auf den Kacheln des Heritage Floor, der unterhalb des Tisches angeordnet, zur Kunstinstallation gehört.

## Beschreibung
Die Installation besteht aus einem dreiseitigen Tisch, an dem jeweils 13 historische oder mythologische Persönlichkeiten, somit insgesamt 39 Personen, von der Urgeschichte bis zur Frauenrechtsbewegung Platz finden. Diesen Personen wurde am Tisch jeweils ein Gedeck bestehend aus einem individuell gestalteten Tischläufer, einem individuell gestalteten Teller sowie einem Kelch, Messer, Gabel, Löffel und einer Serviette zugeordnet. Die erste Seite des Tisches widmet sich der Urgeschichte bis zur Römischen Kaiserzeit, die zweite der Christianisierung bis zur Reformation und die dritte von der Amerikanischen Revolution bis zur Frauenbewegung. Jedem Gedeck auf dem Tisch sind weitere Persönlichkeiten zugeordnet, die auf den Fliesen des Heritage Floor, der den Raum unter dem Tisch und die Mitte des Raumes zwischen den Seiten des Tisches einnimmt, einen Eintrag erhalten haben. Diese Liste erfasst die Persönlichkeiten, die dem Gedeck von Virginia Woolf zugeordnet sind. Ihr Platz befindet sich an der dritten Tischseite.

### Hinweise
Zusätzlich zu den Namen wie sie in der deutschen Transkription oder im wissenschaftlichen Sprachgebrauch benutzt werden, wird in der Liste die Schreibweise aufgeführt, die von Judy Chicago auf den Kacheln gewählt wurde.
Die Angaben zu den Frauen, die noch keinen Artikel in der deutschsprachigen Wikipedia haben, sind durch die unter Bemerkungen angeführten Einzelnachweise referenziert. Sollten einzelne Angaben in der Tabelle nicht über die Hauptartikel referenziert sein, so sind an der entsprechenden Stelle zusätzliche Einzelnachweise angegeben. Bei Abweichungen zwischen belegten Angaben in Wikipedia-Artikeln und den Beschreibungen des Kunstwerks auf der Seite des Brooklyn Museums wird darauf zusätzlich unter Bemerkungen hingewiesen.

### Gedeck für Virginia Woolf

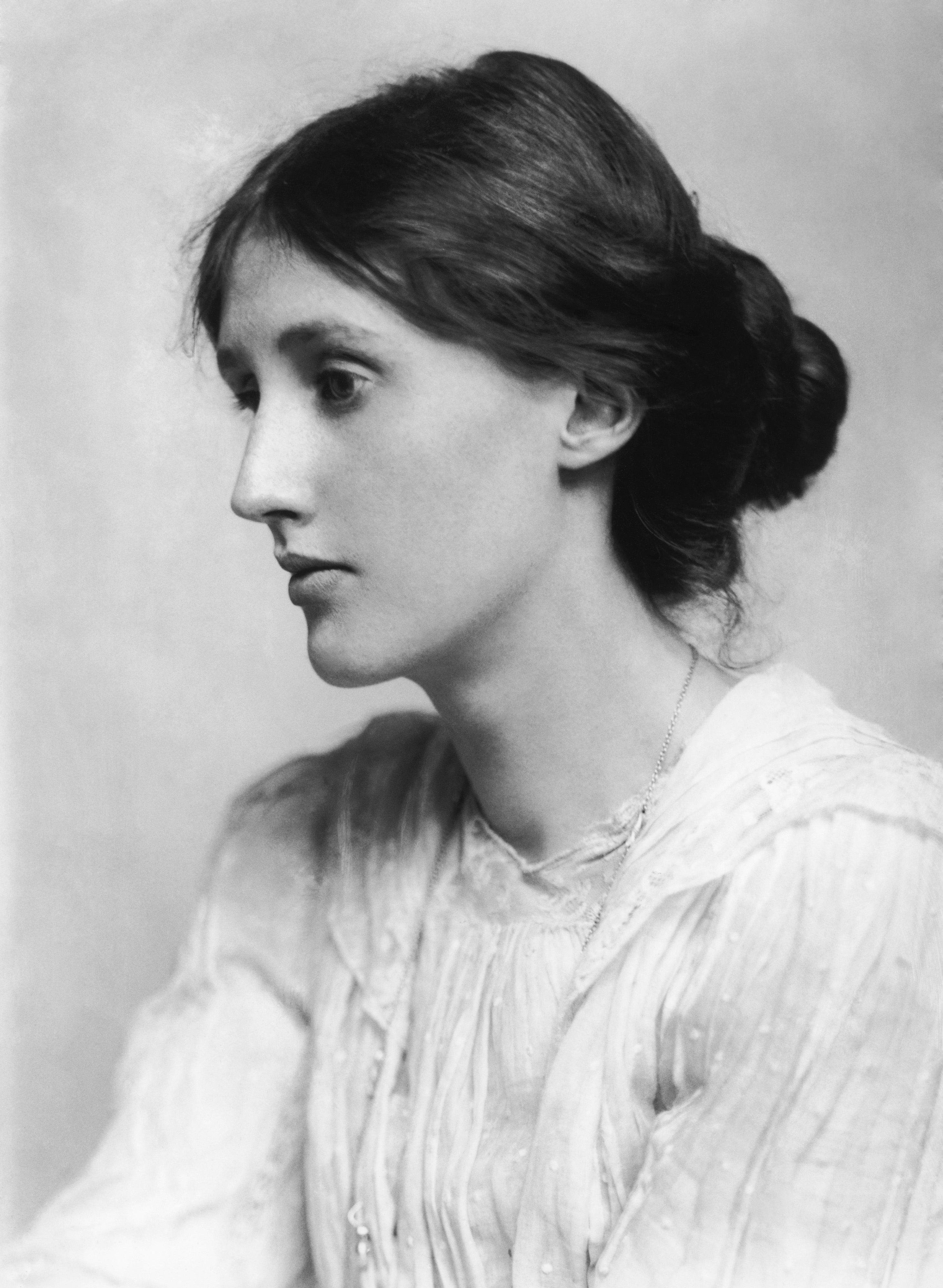
Virginia Woolf (1902)

Virginia Woolf wurde am 25. Januar 1882 in London als Adeline Virginia Stephen als Tochter des Schriftstellers, Historikers, Essayisten, Biographen und Bergsteigers Sir Leslie Stephen und dessen zweiter Ehefrau Julia Prinsep Jackson geboren. Sie hatte mehrere Geschwister und Halbgeschwister. Ihre psychischen Probleme könnten auf ihre Halbbrüder Gerald und George Duckworth zurückgehen, die Virginia missbraucht oder zumindest öfter unsittlich berührt hätten und damit einen der Auslöser ihrer manisch-depressiven Erkrankung gesetzt haben könnten, die heute unter Bipolare Störung firmiert. Unterrichtet wurde Virginia Stephen durch Hauslehrer und ihren Vater, dessen Arbeit sie so beeindruckte, dass auch sie früh den Wunsch äußerte, Schriftstellerin zu werden. Ihre Mutter starb, als Virginia dreizehn Jahre alt war und dies führte zu ihrem ersten psychischen Zusammenbruch. Ihr Vater starb im Jahr 1904, dies löste bei Virginia ihre zweite psychische Krankheitsepisode aus, jedoch bedeutete es auch eine Erleichterung, da Virginia und ihre Schwester Vanessa nach dem Tod der Mutter und der älteren Schwester Stella für den Vater den Haushalt führen mussten.
Ihren späteren Ehemann Leonard Woolf lernte sie durch ein Abendessen ihres Bruders Thoby kennen, der gerade ein Studium aufgenommen hatte und bei dem Leonard Woolf, der Jura studierte, ebenfalls zu Gast war. Woolf machte ihr im Januar 1912 einen Heiratsantrag. Dieser löste einen weiteren Krankheitsschub aus, doch nach vier Monaten, in denen sie im Krankenhaus war und Woolf sie nicht besuchen durfte, willigte sie ein. Sie bezeichnete ihre Ehe, auch wenn es Schwierigkeiten gab, als glücklich. Leonard Woolf liebte sie und sie hatte einen verständnisvollen und gebildeten Ehemann gefunden, der ihre zärtlichen Beziehungen zu anderen Frauen mit Gelassenheit sah und ihre Frigidität ihm gegenüber ertragen konnte.
Virginia Woolf arbeitete als Schriftstellerin und mit ihrem Mann als Verlegerin. Früh machte sie sich einen Namen als Literaturkritikerin und Essayistin. Einen Namen als Romanautorin machte sie sich mit ihrem Roman The Voyage Out (Die Fahrt hinaus) im Jahr 1915. In den 1970er Jahren wurden ihr Werk und Virginia Woolf wiederentdeckt, als ihr Essay A Room of One’s Own (Ein Zimmer für sich allein) aus dem Jahr 1929 zu einem der wichtigsten Texte der Frauenbewegung wurde. Bereits Ethel Smyth erkannte 1930 die Bedeutung des Werkes, als sie Woolf bat, bei einer BBC-Sendung mit dem Titel Point of Views mitzuwirken, und den Essay als wichtigen Beitrag zur Emanzipationsbewegung ansah.
Der Ausbruch des Zweiten Weltkriegs veranlasste die Woolfs in ihrem Haus Monk’s House auf dem Land zu wohnen und nur noch wöchentlich den Verlag in London zu besuchen. Durch einen Angriff wurde das Gebäude des Verlags zerstört. Bereits zu Beginn des Krieges beschlossen sie, bei einem Einmarsch der Deutschen freiwillig Selbstmord zu begehen, da Leonard Woolf Jude und Sozialist war. Im Frühjahr des Jahres 1941 fürchtete Virginia eine weitere psychotische Episode und Leonard brachte sie zu einer befreundeten Ärztin nach Brighton, um die Behandlungsmöglichkeiten zu besprechen. Am nächsten Tag, dem  28. März 1941, wählte sie den Freitod im Fluss Ouse bei Rodmell. Ihre Leiche wurde erst drei Wochen später gefunden.
Judy Chicago wählte für das Gedeck für Virginia Woolf auf dem Tisch der Dinner Party eine Analogie zu einer blühenden Blume, mit der sie das Eintreten von Woolf für die Befreiung aus den Grenzen der vorwiegend männlich dominierten Literatur beschreibt, aber auch die kraftvolle Fruchtbarkeit der frühen Göttinnenteller der Dinner Party aufgreift, die im Fall von Woolf kreative Fruchtbarkeit ausdrücken soll. Der Teller ist mit einer dreidimensionalen Blüte gestaltet, in deren Zentrum sich Samenformen befinden. Er steht auf einem Tischläufer, aus dem unter dem Teller ein genähter und bemalter Lichtstrahl hervorleuchtet, der auf ihr Buch To the Lighthouse anspielt. Er symbolisiert die Ausstrahlung, die Woolfs literarisches Erbe für andere Frauen hat, um einen Weg zu einer neuen, von Frauen geprägten Literatursprache zu finden. Der Tischläufer besteht aus einem zarten Chiffongewebe, dieser soll als Hinweis auf die mentale Zerbrechlichkeit von Woolf interpretiert werden. Der Initial-Buchstabe „V“ auf der Vorderseite des Läufers befindet sich in einem Wellenmuster, welches sich auf ihren Tod durch Ertrinken, aber auch auf ihr Buch The Waves bezieht.
| Name                    | Schreibweise auf der Kachel | Geburtsdatum | kulturräumliche Zuordnung                  | Bemerkungen | Bild |
| ----------------------- | --------------------------- | ------------ | ------------------------------------------ | --- | ---- |
| Adela Zamudio           | Adela Zamudio-Ribero        | 1854         | Bolivien                                   | Lehrerin, Schriftstellerin, Dramatikerin und Malerin, die ihre Werke auch unter dem Pseudonym Soledad (Einsamkeit) veröffentlichte. |      |
| Agnes Smedley           | Agnes Smedley               | 1892         | Vereinigte Staaten                         | Journalistin und Autorin, die mit ihren Artikeln und Büchern über die chinesische Revolution bekannt wurde. 1920 eröffnete sie in Berlin eine Klinik für Familienplanung.                                                                      |      |
| Alfonsina Storni        | Alfonsina Storni            | 1892         | Argentinien                                | Dichterin und Schriftstellerin der argentinischen Avantgarde. |      |
| Anaïs Nin               | Anaïs Nin                   | 1903         | Vereinigte Staaten                         | Schriftstellerin, Autorin von Tagebüchern, Romanen und erotischen Erzählungen mit äußerst explizit beschriebenen sexuellen Handlungen. |      |
| Bertha Eckstein-Diener  | Helen Diner                 | 1874         | Österreich                                 | Pseudonym Sir Galahad, war eine österreichische Schriftstellerin und Reisejournalistin. Sie schrieb die erste auf Frauen fokussierte Kulturgeschichte und gilt als Begründerin der Matriarchatsforschung.                                      |      |
| Colette                 | Colette                     | 1873         | Frankreich                                 | Schriftstellerin, Varietékünstlerin und Journalistin. Sie bekam als erste Frau in Frankreich ein Staatsbegräbnis. |      |
| Doris Lessing           | Doris Lessing               | 1919         | Vereinigtes Königreich                     | Schriftstellerin. Im Jahr 2007 erhielt sie den Nobelpreis für Literatur. |      |
| Dorothy Richardson      | Dorothy Richardson          | 1873         | Vereinigtes Königreich                     | Sie war die erste englischsprachige Autorin, die einen Roman in der Erzähltechnik des stream of consciousness („Bewusstseinsstrom“) veröffentlichte.                                                                                           |      |
| Edith Sitwell           | Edith Sitwell               | 1887         | Vereinigtes Königreich                     | Dichterin und Kritikerin. Ihr Zuhause war immer offen für den poetischen Kreis Londons, dem sie stets großzügig und hilfsbereit gegenüberstand. Sitwell veröffentlichte fortlaufend ab 1913 Gedichte, die zum Teil abstrakt und vertont waren. |      |
| Edith Wharton           | Edith Wharton               | 1862         | Vereinigte Staaten                         | Schriftstellerin und Verfasserin sozialkritischer Romane. |      |
| Edna St. Vincent Millay | Edna St. Vincent Millay     | 1892         | Vereinigte Staaten                         | Lyrikerin und Dramatikerin sowie die dritte Frau, die den Pulitzer-Preis für lyrische Dichtkunst erhielt. Sie war bekannt für ihren unkonventionellen und bohemienhaften Lebensstil.                                                           |      |
| Emilia Pardo Bazán      | Emilia Pardo-Bazán          | 1851         | Königreich Spanien                         | Galicische Romancier, Journalistin, Essayistin, Kritikerin und Gelehrte. |      |
| Gabriela Mistral        | Gabriela Mistral            | 1889         | Chile                                      | Dichterin und Diplomatin. Im Jahr 1945 wurde sie mit dem Nobelpreis für Literatur ausgezeichnet. |      |
| Hannah Arendt           | Hannah Arendt               | 1906         | Deutsches Reich, Vereinigte Staaten        | Politische Theoretikerin und Publizistin. |      |
| Karen Blixen            | Isak Dinesen                | 1885         | Dänemark                                   | Schriftstellerin und 17 Jahre lang eine Kaffeefarmerin in Kenia. Zu ihren bekanntesten Werken gehört der autobiografische Roman Jenseits von Afrika.                                                                                           |      |
| Karen Horney            | Karen Horney                | 1885         | Deutsches Reich, Vereinigte Staaten        | Psychoanalytikerin und Vertreterin der Neopsychoanalyse. |      |
| Lorraine Hansberry      | Lorraine Hansberry          | 1930         | Vereinigte Staaten                         | Dramatikerin und politische Aktivistin. |      |
| Mary Esther Harding     | Mary Esther Karding         | 1888         | Vereinigtes Königreich, Vereinigte Staaten | Bedeutende Jungianische Psychoanalytikerin in den Vereinigten Staaten. |      |
| Nelly Sachs             | Nelly Sachs                 | 1891         | Deutsches Reich, Schweden                  | Jüdische deutsch-schwedische Schriftstellerin und Lyrikerin. 1966 verlieh das Nobelpreiskomitee ihr – gemeinsam mit Samuel Joseph Agnon – den Nobelpreis für Literatur                                                                         |      |
| Olive Schreiner         | Olive Schreiner             | 1855         | Südafrika                                  | Schriftstellerin. Sie setzte sich für Unterdrückte ein und wurde vor allem als frühe Vertreterin der Frauenbewegung bekannt. |      |
| Rebecca West            | Rebecca West                | 1892         | Vereinigtes Königreich                     | Schriftstellerin und Journalistin. |      |
| Selma Lagerlöf          | Selma Lagerlof              | 1858         | Schweden                                   | Schwedische Schriftstellerin deren Werke zur Weltliteratur zählen. 1909 erhielt sie als erste Frau den Nobelpreis für Literatur und wurde 1914 als erste Frau in die Schwedische Akademie aufgenommen.                                         |      |
| Sigrid Undset           | Sigrid Undset               | 1882         | Norwegen                                   | Romanautorin, Novellistin, Laiendominikanerin und Essayistin. Sie erhielt 1928 den Nobelpreis für Literatur. |      |
| Simone de Beauvoir      | Simone de Beauvoir          | 1908         | Frankreich                                 | Schriftstellerin, Philosophin und Feministin. Die politisch engagierte Verfasserin zahlreicher Romane, Erzählungen, Essays und Memoiren gilt als Vertreterin des Existentialismus.                                                             |      |
| Simone Weil             | Simone Weil                 | 1909         | Frankreich                                 | Philosophin, Dozentin und Lehrerin sowie Sozialrevolutionärin jüdischer Abstammung |      |
| Susanne K. Langer       | Susanne Langer              | 1895         | Vereinigte Staaten                         | Philosophin. Sie schrieb eine der ersten Einführungen in die moderne symbolische Logik. |      |
| Vita Sackville-West     | Vita Sackville-West         | 1892         | Vereinigtes Königreich                     | Schriftstellerin und Gartengestalterin. Sie ist auch durch ihre Beziehung mit der Schriftstellerin Virginia Woolf bekannt geworden. Durch Heirat wurde sie später Lady Nicolson. Sie erhielt 1933 den Hawthornden-Preis.                       |      |
| Willa Cather            | Willa Cather                | 1873         | Vereinigte Staaten                         | Schriftstellerin, erhielt 1923 den Pulitzer-Preis für den Roman One of Ours und genoss enormes Ansehen bei Kritik und Publikum. |      |

Einzelnachweise
1. ↑  Brooklyn Museum: Virginia Woolf. In: brooklynmuseum.org. Abgerufen am 3. November 2019.